# Gatto e topo
Gatto e topo (Katz und Maus, 1961) è un racconto dello scrittore tedesco premio Nobel Günter Grass. Pubblicato dopo Il tamburo di latta (Die Blechtrommel, 1959), è il secondo libro della cosiddetta "Trilogia di Danzica" ("Danziger Trilogie"), che comprende anche Anni di cani (Hundejahre, 1963).

## Trama
Sul dragamine "Rybitwa", semi-affondato nei pressi del porto di Danzica durante le prime manovre della II guerra mondiale, un gruppo di coetanei del ginnasio Conradinum trascorre le estati fra il 1940 e il 1942. Al gruppo si aggrega Joachim Mahlke, di un anno più grande, che stupisce gli altri ragazzi, e soprattutto Pilenz, il narratore di queste pagine, per la sua bravura nell'immergersi. Mahlke però è sostanzialmente un emarginato, anche per il suo pomo di Adamo talmente abnorme da sembrare un topo, e compie imprese sempre nuove per farsi accettare. Successivamente Mahlke, che sarà allontanato dal Conradinum per avere rubato la croce di ferro a un ex allievo decorato in visita all'istituto, si arruolerà volontario, riuscendo a ottenere egli stesso l'onorificenza.
Pilenz rincontra Mahlke nel 1944, quando quest'ultimo si vede negare dal direttore dell'istituto, Waldemar Klohse, una conferenza nell'aula magna del liceo. Il ragazzo aggredisce fisicamente Klohse e perde intenzionalmente il treno che lo dovrebbe riportare al fronte. Pilenz si rifiuta di tenerlo nascosto nella cantina di casa sua e gli propone di nascondersi nel dragamine, nella ex cabina del telegrafista, sopra il livello dell'acqua, dove durante le sue immersioni Mahlke aveva ricavato una sorta di cameretta. Raggiunta la "Rybitwa" assieme a Pilenz, Mahlke si immergerà nonostante il tempo avverso e non darà, rimane incerto se volontariamente o no, nessun segno di avere raggiunto la cabina. Pilenz, che resterà segnato a vita dal dubbio di non avergli prestato soccorso, partirà due giorni dopo per il fronte.

## Edizioni italiane
- Gatto e topo, trad. di Enrico Filippini, Collana I Narratori, Milano, Feltrinelli, gennaio 1964, pp.210; Collana Gli Astri n.16, Feltrinelli, 1967; Collana UEF n.680, Feltrinelli, 1973.
- Gatto e topo, trad. di E. Filippini rivista da Marina Ghedini, Collana UEF, Milano, Feltrinelli, 2000, ISBN 978-88-078-0680-3.